# Mogens Lassen
Mogens Lassen (20. februar 1901 i København – 14. december 1987 i Holte) var en dansk arkitekt, der var en central figur i funktionalismen. Han var bror til Flemming Lassen, der ligeledes var arkitekt.

## Uddannelse
Mogens Lassen blev født 1901 som søn af dekorationsmaler, senere kaffebrænderiejer Hans Vilhelm Lassen og maleren Ingeborg Winding og dermed barnebarn af komponisten August Winding. Han var i murerlære og gik på Teknisk Skole i København 1919-23, hvorefter han blev ansat på forskellige tegnestuer, længst hos Tyge Hvass 1925-34. Sin arkitektuddannelse fik han gennem arbejdet på forskellige tegnestuer. På sit ophold i Frankrig (hos Christiani & Nielsen) 1927-28 stiftede han bekendtskab med Le Corbusiers revolutionerende værker, der gav ham impulser til at tegne innovative moderne villaer i jernbeton på dansk grund.

## Karriere
Han havde sin egen tegnestue fra 1935, var censor for Den Permanente 1939-46 og arkitekt for samme 1939-67 samt medlem af dommerkomiteer ved flere arkitektkonkurrencer.
Han var på rejser i Dresden 1923, Frankrig (hos Christiani & Nielsen) 1927-28, Stockholm 1930, Tyskland 1932, London 1948, Tyskland og Italien 1954, Irland 1963, 1964 og 1968. 
Lassen udstillede på Charlottenborg Forårudstilling 1934, 1938-39, 1941, 1952, 1954, Dansk kunsthåndværk, Nationalmuseum, Stockholm 1943; Dansk udstilling, Haag 1948; L'art danois contemporain, Musée de Lyon 1953; Charlottenborgs Efterårsudstilling 1954; Habitations individuelle au Danemark, Paris 1955; Landsforeningen Dansk Kunsthåndværk, Lyngby Stadion 1963; møbler på Snedkerlaugets udstilling; Den Permanente. Separatudstillinger på Kunstindustrimuseet 1972 og Århus Kunstmuseum 1972.
I løbet af sit liv fik han mange æresbevisninger: Bissens Præmie 1939, Gentofte Kommunes Diplom 1950, Gentofte Kommunes Præmie 1954, Akademisk Arkitektforenings Æresmedalje 1971, C.F. Hansen Medaillen 1971. 
Lassen blev gift første gang 27. april 1932 i Hellerup med væveren Vibeke Camilla Margrethe Brandt, (12. februar 1910 i Hellerup – 1. april 1975 i Birkerød), datter af arkitekt Alfred Jens Ferdinand Brandt og Olga Rye-Lassen. Ægteskabet blev opløst 1943. Han giftede sig anden gang 12. juli 1949 med Ellen Margrethe Wanscher (12. august 1883 – 22. februar 1967), datter af professor, overkirurg Oscar Wanscher og Johanne Margrethe Hage og tredje gang 16. december 1967 i Gentofte med Edith Lertoft, f. Hansen (13. maj 1916 i København – 6. februar 1991), datter af musikeren Knud Hansen og Karen Marie Magdalene Rasmussen.
I 1962 tegnede han den ikoniske Kubus lysestage, som dog først blev sat i produktion i 1980'erne af barnebarnet Søren Lassen. Salget af Kubus-stagen voksede med 30 procent de første 15 år, men har siden 2011 været en kæmpe succes med en stigning i salget på 80-100 % om året. I december 2014 blev der solgt mere end 1.000 Kubus-stager om dagen.

## Værker
- Sommerhus i Tibirke (1931)
- Enfamiliehus, På Højden 15, Hellerup (1933)
- Enfamiliehus for hr. og fru Ottar, Niels Andersens Vej 29, Hellerup (1934)
- Enfamiliehus for professor, dr.med. Eggert Møller, Bakkedal 7, Hellerup (1935)
- Emfamiliehus, Parkovsvej 24, Gentofte (1935)[2]
- Anchersvej 6, Klampenborg (1935)
- Sommerhus, Jakobsmindevej 21, Humlebæk (1935)
- Enfamiliehus, På Højden 25 (1936)
- Sølystvej 5, 7, Klampenborg (1936, fredet)
- Gentofte Badmintonhal (1936)
- Beboelsesejendommen Systemhuset, Ordrupvej 70 (1937, fredet)
- Enfamiliehus Hegnsvænget 26, Nærum (1938)
- Sølystvej 11 (1939, fredet)
- Enfamiliehus for ingeniør Wriborg Jønson, Frugtparken 22, Gentofte (1939, senere udvidet)
- Sommerhus for snedkermester A.J. Iversen, Gl. Strandvej 252, Sletten (1940)
- Atalier for billedhugger Jean René Gauguin, Kathrinevej 12, Hellerup (1940)
- 18 enfamiliehuse, Brøndbyøstervej, Glostrup (1941, sammen med Flemming Lassen)
- 84 rækkehuse, Hummeltoftevej, Sorgenfri (1941-42)
- Rækkehuse, Maglemosevej, Hellerup (1943-44)
- Rækkehuse, Phistersvej 2 A-E, Hellerup (1943, sammen med Erhard Lorenz)
- Rækkehuse, Stigaardsvej 1 A-C, Hellerup (1944)
- Rækkehuse, Hesseltoften 4-16, Hellerup (1945)
- Hvidørevej 24, Klampenborg (1944)
- Krathusvej 34, Charlottenlund (1945)
- Folevænget 12, Charlottenlund (1950)
- Ordrupvej 144, Charlottenlund (1950)
- Statsanstalten for Livsforsikring, Kampmannsgade 4/Nyropsgade 20-28, København (1950-53, sammen med Frits Schlegel)
- Enfamiliehus, Fabritius Allé 9, Klampenborg (1951)
- Soløsevej 12, Gentofte (1951)
- Skovbrynet 11, Lillerød (1954)
- Ordrupdalvej 4-10 (1954)
- Sommerhus til overlæge Thomas Rosendal, Drosselvej 4, Vejby Strand (1957)[3]
- To rækkehuse, Strandvejen 261A og B, Skovshoved (1960)[4]
- Landsted ved Julsø (1966)
- Kontorbygning, Rødovrevej 239 (1973)
- Restaurant Gilleleje havn, Havnevej 14, Gilleleje (1973-1976)[5]
- Møbler, inventar mm.
- Vinterhave samt gildesal med pejs, Bernstorffsvej 11, Hellerup (1944)

### Restaureringer og ombygninger
- Restaurering af huset Lindely fra 1771, Rungsted Strandvej 94C, Rungsted (1948)[6]
- Modernisering af fiskerhus, Vedbæk Strandvej 385, Vedbæk (1953)[7]
- Ombygning og udvidelse af villa fra 1898, Strandvejen 401, Skovshoved (1958)[8]
- Indvendig restaurering af tidligere gartnerbolig fra 1850, Ørehøj Allé 4B, Hellerup (1974)[2]

En komplet værkfortegnelse findes i Lisbet Balslev Jørgensens værk om Lassen.

### Projekter
- Restaurant, Langeliniemolen (1932)
- Tribune, Idrætsparken, København (1933)
- Lufthavnsbygning, Kastrup Lufthavn (1936, 3. præmie, sammen med Erhard Lorenz)
- Århus Rådhus (1937, sammen med samme)
- Odense Rådhus (1938, sammen med samme)
- Museum for yngre kunst ved Statens Museum for Kunst (1941)
- Haveby, Gladsaxe (1946)